# Кіященко Вікторія Володимирівна
Вікто́рія Володими́рівна Кія́щенко (1984, Рубіжне, Луганська область, Україна — 15 березня 2022, Волноваха, Донецька область, Україна) — солдат, військовослужбовець Збройних сил України, учасниця російсько-української війни. Кавалер ордена «За мужність» III ступеня (2022).

## Життєпис
Вікторія народилася у Рубіжному Луганської області. Навчалася у Східноукраїнському національному університеті імені Володимира Даля. Захистила магістерську роботу у Луганському національному педагогічному університеті імені Тараса Шевченка. Працювала в індустріально-педагогічному технікумі Рубіжного, а пізніше соціальним педагогом у професійному ліцеї міста Золоте, куди Вікторія переїхала разом з чоловіком Олегом Кіященком. У вільний час любила слухати музику і танцювати. 
У жовтні 2020 року вирішила приєднатися до Збройних сил України, підписавши трирічний контракт з 46-ою окремою аеромобільною бригадою. Ще до повномасштабного вторгнення чергувала на блокпосту у Волновасі.
Загинула 15 березня 2022 року разом ще з п’ятьма побратимами під час російського авіаудару біля Волновахи Донецької області. 
Похована на Краснопільському кладовищі у Дніпрі на Алеї Слави.
У Вікторії залишилися мама і чоловік.

## Нагороди
- орден «За мужність» III ступеня (5 травня 2022, посмертно) — за особисту мужність і самовіддані дії, виявлені у захисті державного суверенітету та територіальної цілісності України, вірність військовій присязі[5]